# Maynooth
Maynooth (/məˈnuːθ/, irl. Maigh Nuad) – miasto w Irlandii, liczące około 12 510 mieszkańców (2011). Miasto leży w północnej części hrabstwa Kildare, przy drodze R148 między Kilcock i Leixlip.
Nazwa pochodzi najprawdopodobniej od imienia Nuadha Neacht przedchrześcijańskiego króla Irlandii, lub od jego następcy Mogh Nuadhat'a. We wczesnych czasach chrześcijańskich znajdowały się tu trzy kościoły w obrębie trzech mil. W mieście znajduje się uczelnia (Maynooth College) założona w 1795 roku przez króla Grzegorza III jako seminarium katolickie. W 1997 założono tu „National University of Ireland”, przy bramach którego znajduje się zamek, dawna forteca rodziny Fitzgerald. Zamek splądrowano po rebelii w 1535. W 2005 roku otwarto tu centrum handlowe „Manor Mills”. Miasto posiada połączenie kolejowe z Dublinem.